# Paradiso (Tintoretto)
Il Paradiso è un monumentale dipinto a olio su tela di Jacopo Robusti, detto il Tintoretto, che troneggia nell'ampia Sala del Consiglio del Palazzo Ducale di Venezia, dove si riuniva il Maggior Consiglio della Serenissima Repubblica di Venezia. Si tratta di una delle tele più grandi mai realizzate al mondo e raffigura, all'interno di una cornice paradisiaca, più di 500 personaggi, tutti dettagliatamente dipinti.
Riferendovisi, John Ruskin lo considerò il «più meraviglioso saggio di pura, forte e magistrale pittura di questo mondo», mentre la critica moderna, pur riconoscendone la riuscita teatrale e fastosa coerente con il complesso solenne in cui è inserita, la considera un’opera di valore non eccelso in termini assoluti.
Come molte delle opere del Tintoretto - a causa della loro vitale importanza in situ o delle dimensioni imponenti - anche questa non fu trasferita altrove, bensì rimase a Venezia.

## Storia
Nel 1577, un incendio distrusse parte del Palazzo Ducale e nel tragico evento andò perduto anche un affresco del XIV secolo di Guariento di Arpo avente come soggetto l'Incoronazione della Vergine. Il dipinto si trovava dietro alla tribuna su cui sedeva la Serenissima Signoria, di cui faceva parte anche il doge, il quale presiedeva alle riunioni dei membri delle famiglie aristocratiche appartenenti al Maggior Consiglio. 
Molti artisti ricevettero indicazioni precise in merito al contenuto e alla composizione della nuova opera, con l'idea di fondo di ricreare, quanto più fedelmente possibile, l'opera perduta e di imitarne la potenza estetica. Fu bandito un concorso per sostituire il precedente dipinto e i partecipanti presentarono schizzi molto vari.

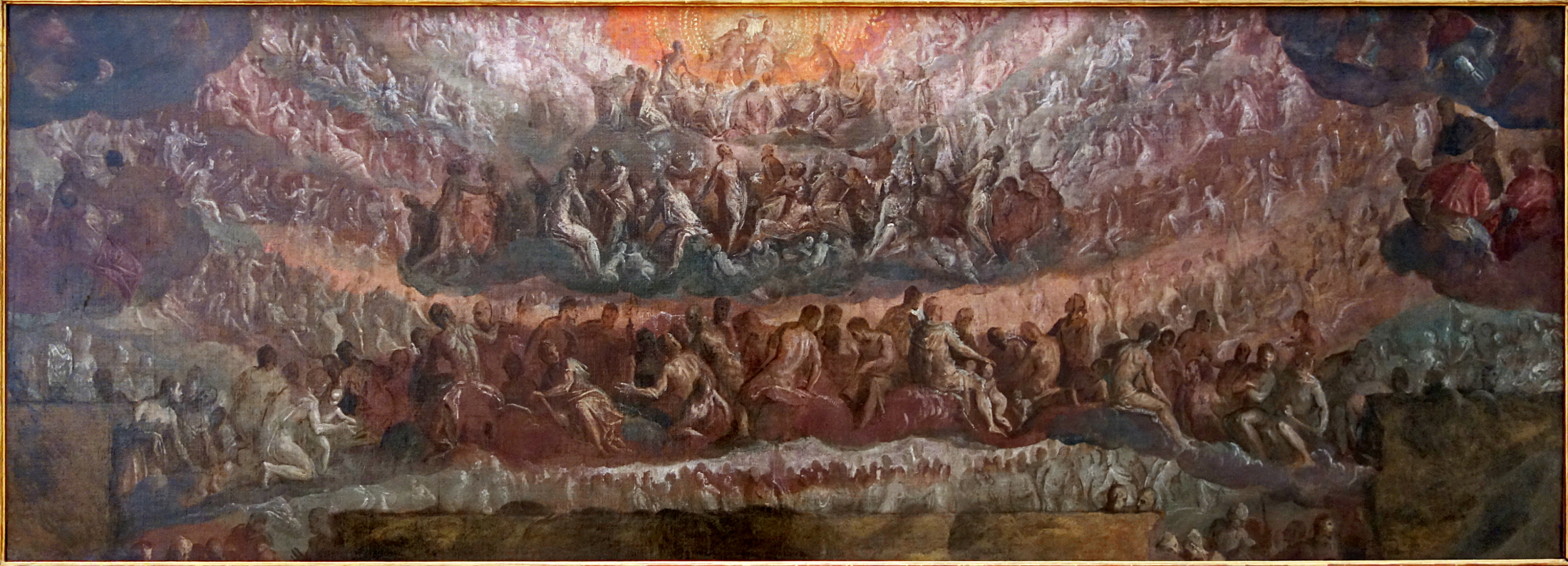
Il bozzetto del Paradiso presentato da Paolo Veronese, originariamente scelto per la commissione.

Paolo Veronese e Francesco Bassano furono gli artisti scelti per completare insieme quell'enorme commissione, ma il Caliari morì prima che i lavori potessero cominciare, e al suo posto fu chiamato proprio il Robusti. Quest'ultimo presentò due schizzi, entrambi diversi dalla versione pittorica definitiva. Per Tintoretto si trattò dell'ultima tra le sue grandi opere e fu portata a termine prevalentemente dalla sua bottega, sotto la direzione di suo figlio, Domenico. La gigantesca tela, lunga quasi 25 metri, fu dipinta, in sezioni poi unite, negli ampi ambienti della Scuola vecchia di Santa Maria della Misericordia.
Si può ipotizzare che la maggior parte dei pittori, raggiunta la veneranda età del Tintoretto, avrebbe esitato nel dirigere un progetto di tale portata. Infatti, l'imponente natura del capolavoro richiese, per poter ottenere dei progressi degni di nota, un vigoroso sforzo fisico. Jacopo Robusti fu in grado di terminare uno schema esemplificativo del lavoro finale, ma non riuscì a dipingere l'opera nella sua completezza. Gli storici dell'arte Robert Echols e Frederick Ilchman, nel catalogo Tintoretto 1519-1594, relativo alla mostra Tintoretto: artista della Venezia rinascimentale tenutasi presso la National Gallery of Art di Washington, affermano che «[Tintoretto] non aveva la forza per salire e scendere dalle impalcature e aggiungere i ritocchi finali alla sua tela. Perciò affidò questo compito a [suo figlio] Domenico».
Purtuttavia lo stesso Tintoretto dipinse diverse e ampie porzioni del pannello sul soffitto, proprio per via dell'intricato progetto. Le sue aggiunte contribuirono ad enfatizzare l'unicità della struttura politica di Venezia, nonché la sua tutela dei diritti civili, le sue abilità militari e i suoi successi. Fu l'occasione per celebrare la peculiare forma di governo veneziana e di mostrare apertamente la dignità di Venezia, che eguagliava quella del Sacro Romano Impero e del Papato.

## Descrizione
La scena è caratterizzata dall'Incoronazione della Vergine che intercede presso Cristo, mentre tra le due figure svetta la colomba dello Spirito Santo e al di sotto di esse una schiera semicircolare di cherubini e serafini. È evidente il richiamo all'Annunciazione rappresentata nell'affresco precedente: l'arcangelo Gabriele è ritratto mentre porge un giglio a Maria, incoronata da un'aureola di sette stelle. La luce divina non promana dalla colomba, bensì da Cristo giudice, che nel frattempo stringe a sé un globo sormontato da una croce; alla sua sinistra si trova l'arcangelo Michele che tiene la bilancia, simbolo di giustizia. L'ordine dettato dalla gerarchia degli angeli è rispettato e gli evangelisti compaiono immediatamente al di sotto della scena principale, in semicerchio, con tutti i santi schierati nello stesso ordine con cui figurano nelle litanie religiose.
Tra le numerose figure religiose si include, grazie a dei riferimenti storici, quella di Giustina di Padova, patrona di Padova - la cui celebrazione ricade il 7 ottobre, giorno della battaglia di Lepanto.
Dal centro della scena si sviluppa, verso l'Empireo, un percorso di luce che permette alle anime dei Giusti di ascendere, con l'aiuto degli angeli, e alla grazia di Dio di discendere verso il doge. Al centro di questo sentiero si trova la radiante figura di un arcangelo semivelato.
La premessa fondamentale del Paradiso di Tintoretto è la figura di Gesù, in contrapposizione a quella di Maria: secondo la sua intenzione quest'ultima doveva risultare secondaria, pertanto non furono riprodotti alcuni elementi propri dell'Annunciazione e si donò maggiore potenza all'immagine di Cristo, in quanto superiore a Maria. Tuttavia, furono comunque inclusi entrambi per rimanere fedeli al tema del Paradiso come concepito dall'originaria opera del Guariento. La moltitudine di angeli e di santi rimanda volutamente alle raffigurazioni tipiche del Giudizio universale: ciò fu pensato come monito per il Maggior Consiglio, affinché i suoi membri fossero consapevoli delle proprie azioni e dei propri principi, poiché alla fine dei giorni vi sarebbero state delle conseguenze.

## Galleria d'immagini

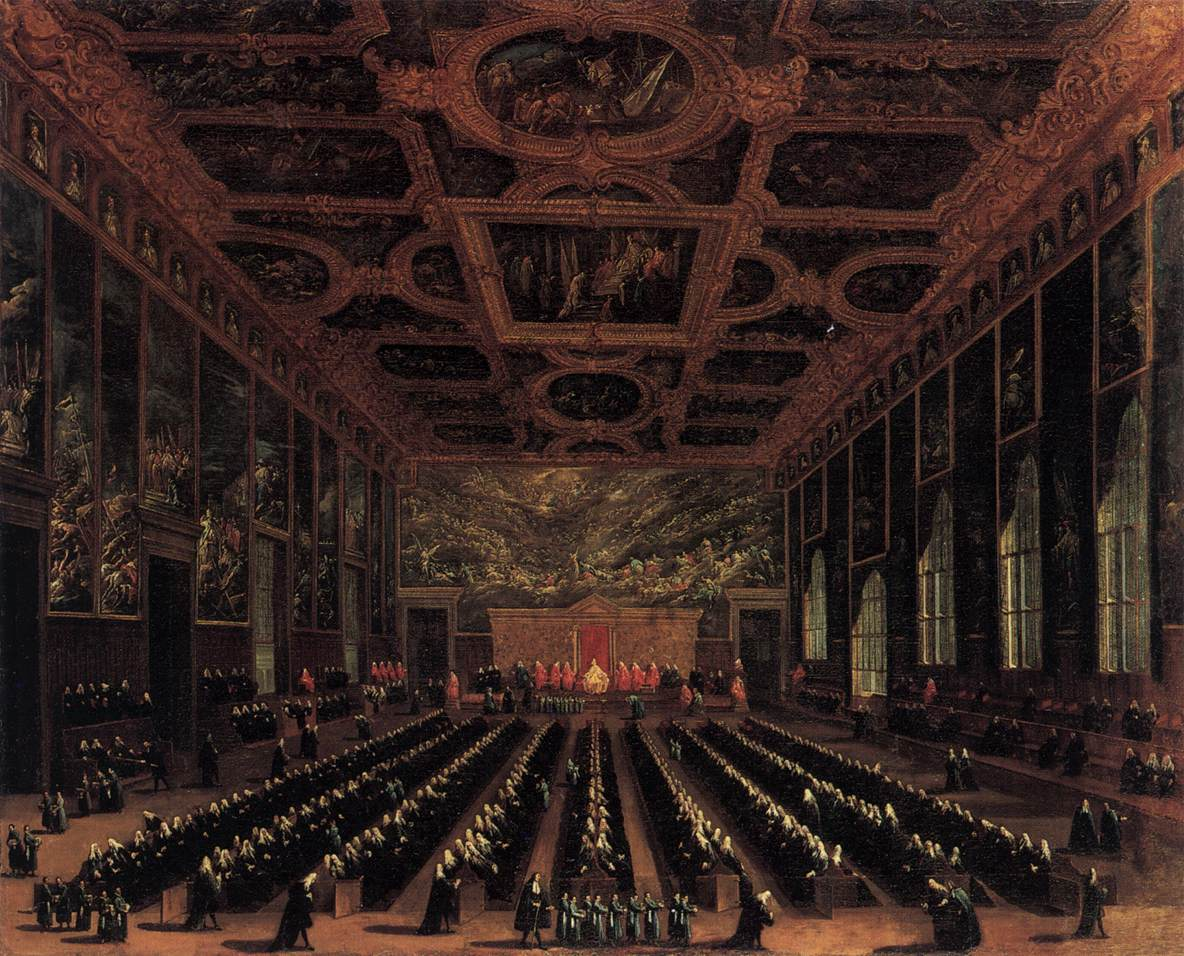
Antonio Diziani, La Sala del Maggior Consiglio, Palazzo Ducale, 1758-1763, Gemäldegalerie, Berlino.
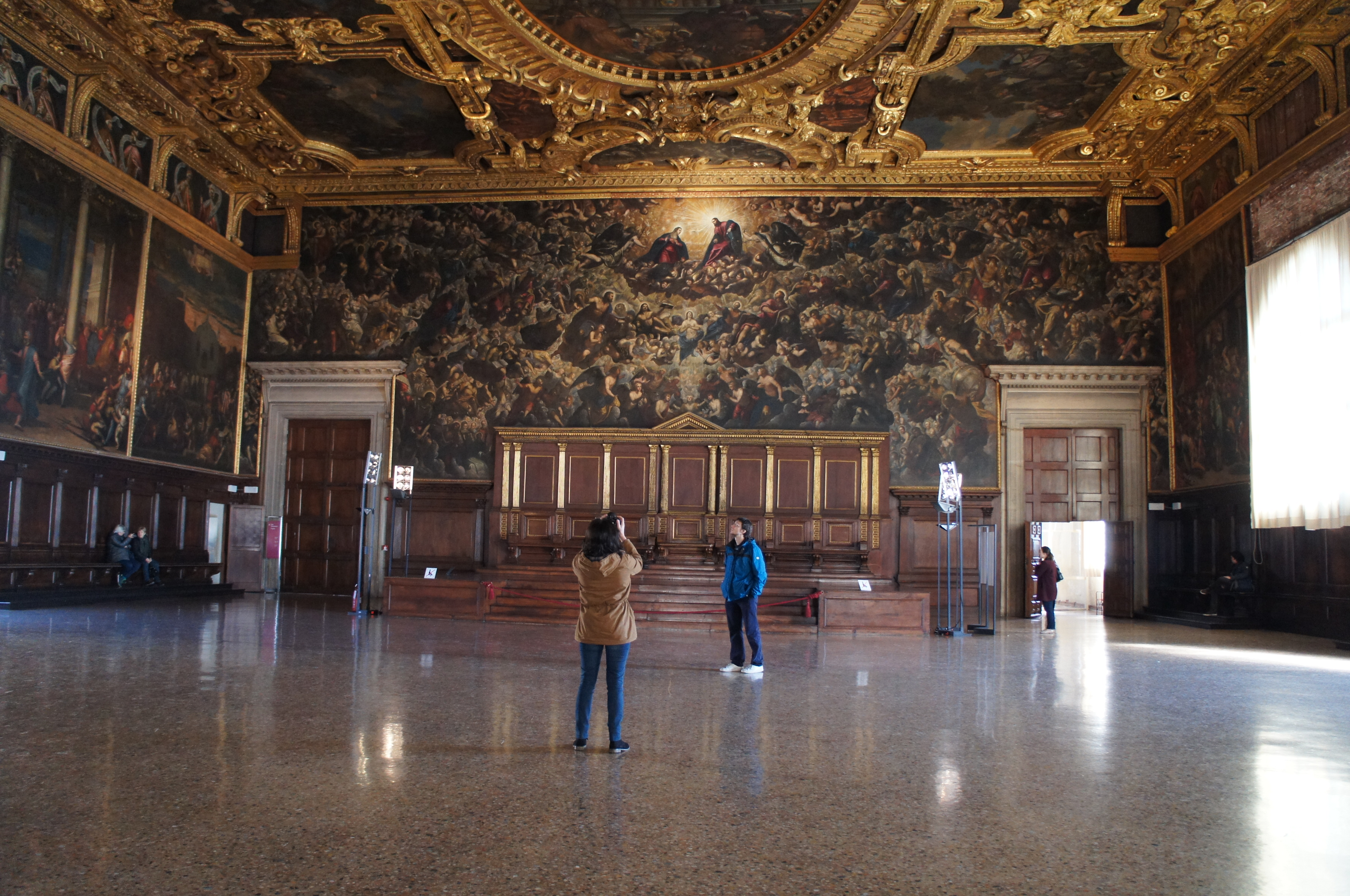
Veduta.
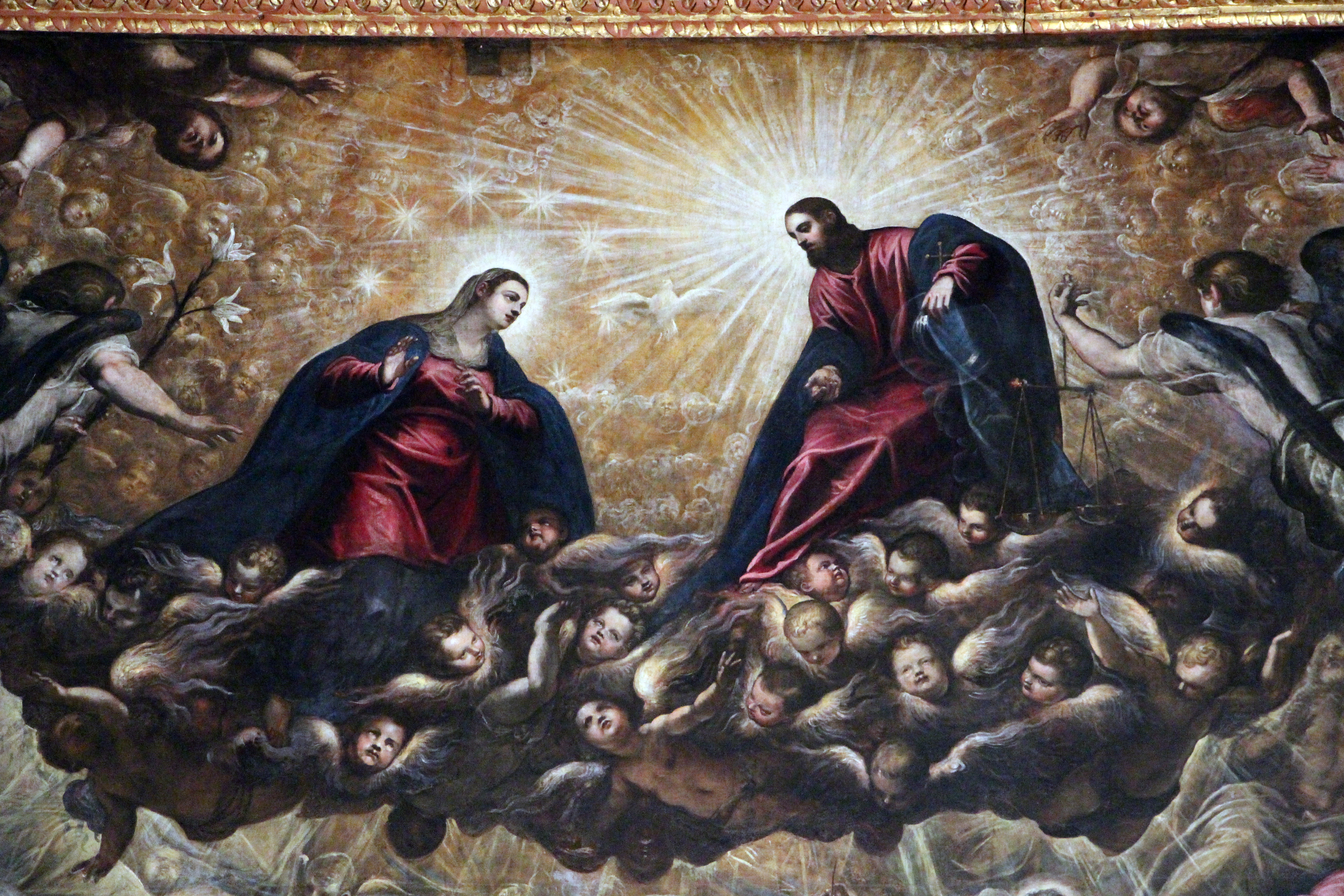
Dettaglio dove è possibile notare Gesù, Maria, la colomba dello Spirito Santo e la schiera di angeli.
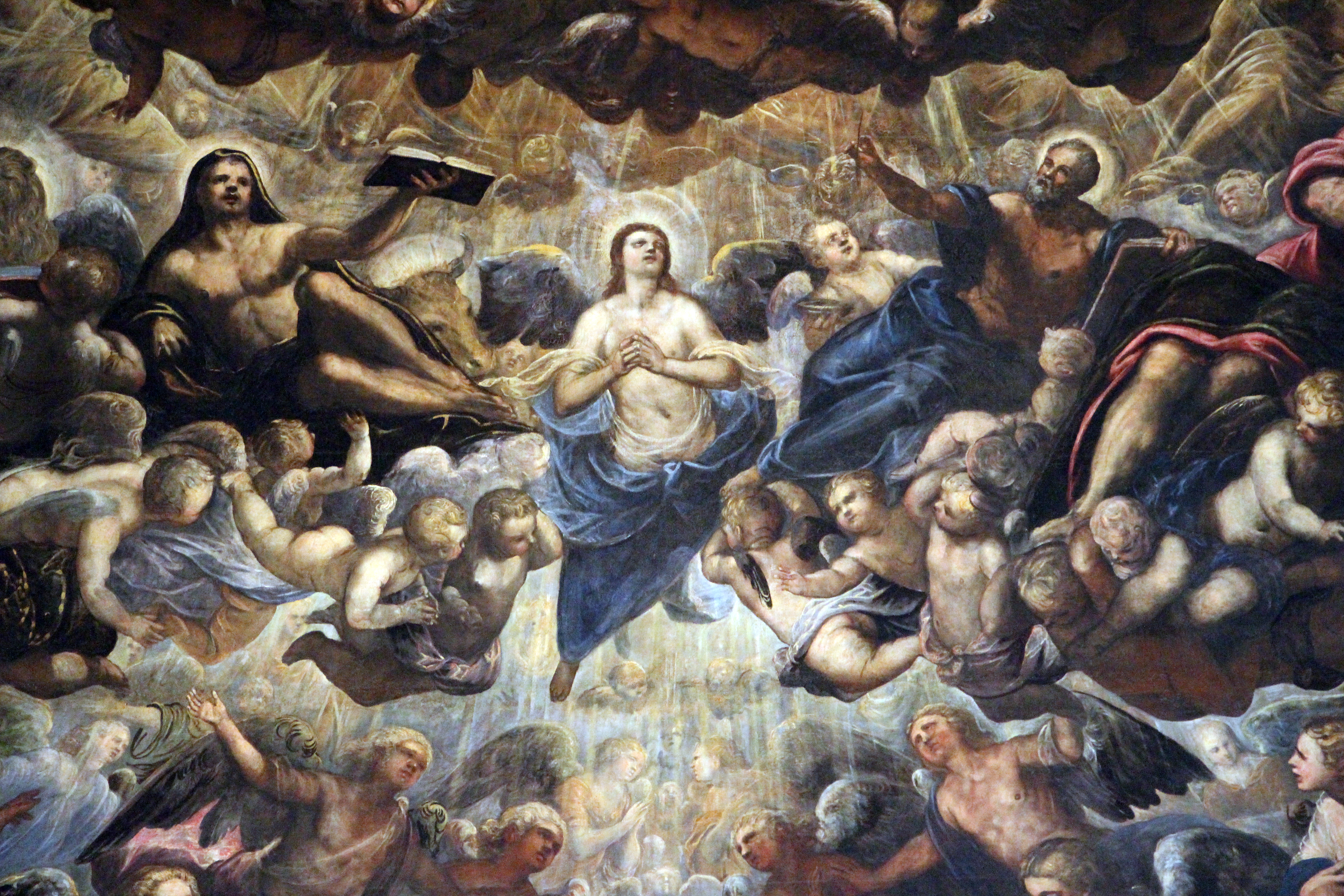
Dettaglio dell'arcangelo semivelato.